# Orbanbau
Der Orbanbau in der Bergbräustraße 1 der Altstadt von Ingolstadt ist in Nähe zum Liebfrauenmünster situiert. Der frühbarocke Bau ist unter der Aktennummer D-1-61-000-73 in der Denkmalliste Bayern eingetragen.

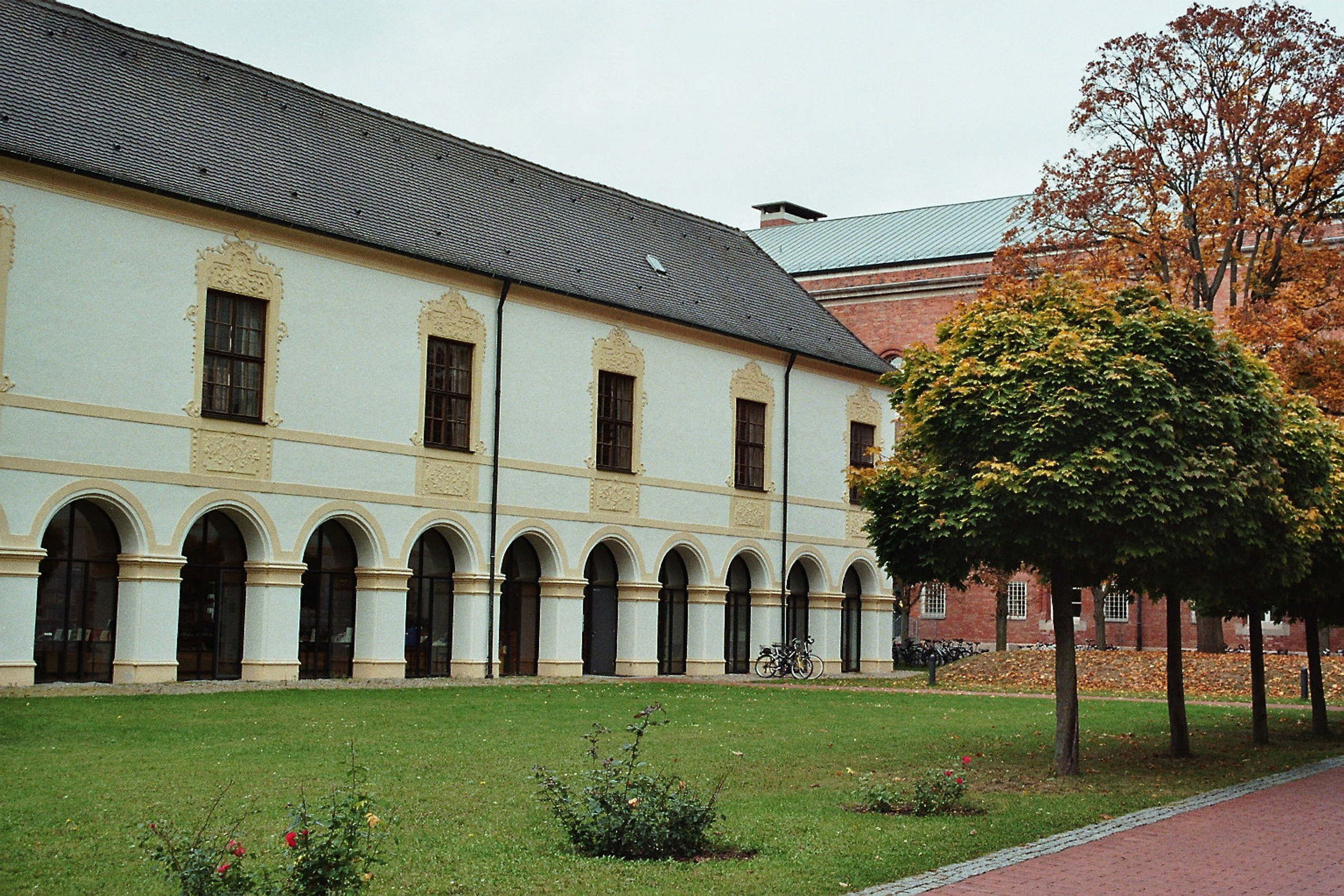
Ostfassade

## Geschichte und Architektur
Es handelt sich um einen ehemaligen Arkadengang des Jesuitenkollegs aus dem frühen 17. Jahrhundert – ein langgestreckter zweigeschossiger Walmdachbau mit rekonstruierter Fassadengliederung und Stuckrahmung an den Obergeschossfenster.
Im Jahr 1725 stockte der Orden das Gebäude auf, um die umfangreiche Kunst- und Naturaliensammlung des Jesuitenpaters Ferdinand Orban (1655–1732) unterzubringen. Der Orbansaal, der sich über fast 40 Metern des Obergeschosses erstreckt, wird als Bauwerk mit nationaler kultureller Bedeutung vom Bayerischen Landesamt für Denkmalpflege eingestuft. An der Westseite sind die Rundbogenöffnungen zu Blendarkaden vermauert. Im 19. Jahrhundert wurde der Bau verändert und eine Einfriedungsmauer aus unverputztem Ziegelmauerwerk kam hinzu. Die Fassadengliederung im Hauptgeschoss übernehmen acht Fenster, die über jedem zweiten Rundbogen angeordnet sind und mit diesem eine vertikale Achse bilden.
Von 1993 bis 1996 wurde der Orbanbau durch das Diözesanbauamt Eichstätt unter Leitung des Diözesanbaumeisters Karl Frey und dessen Mitarbeiter Richard Breitenhuber zusammen mit dem örtlichen Architekturbüro Stich und dem Ingenieur Johann Grad erweitert und restauriert. Da historischen Stadtpläne zufolge der Orbansaal bereits in früheren Jahren mittels eines separaten Zugangs erschlossen wurde, wurde ein neues Treppenhaus neben dem historischen Bau errichtet. Das gläserne Treppenhaus in Stahl-Glas-Konstruktion ist vom bestehenden Gebäude abgesetzt und ordnet sich dem Denkmal unter. Im südlichen Teil des Erdgeschosses ist eine Buchhandlung und im nördlichen Teil sind Räume für das Stadtdekanat Ingolstadt untergebracht. Die Bühne wurde dem Saal entfernt und die Stuckdecke im ursprünglichen Sinn ergänzt. Die Arkadenbögen erhielten eine neue Verglasung. Fotografisch dokumentiert wurde die Erweiterung und Restauration von Werner Prokschi und Carl Lang.

## Baudenkmal
Der Orbansaal steht unter Denkmalschutz und ist im Denkmalatlas des Bayerischen Landesamtes für Denkmalpflege und in der Liste der Baudenkmäler in Ingolstadt eingetragen.